# Хегнауэр, Ральф
Ральф Хегна́уэр (нем. Ralph Hegnauer; 22 сентября 1910, Арау, Аргау — 17 ноября 1997, Цюрих, Цюрих) — швейцарский общественный деятель, гуманист, антивоенный активист.

## Жизнь
Родился 22 сентября 1910 года в Арау, Швейцария, в семье промышленника Рудольфа Хегнауэра (Rudolf Hegnauer) и Иды Хегнауэр (Ida Hegnauer). До начала участия в миротворческой деятельности работал в аргентинском банке. Познакомился с миротворческой организацией Service Civil International (с англ. — «Международная гражданская служба»). 

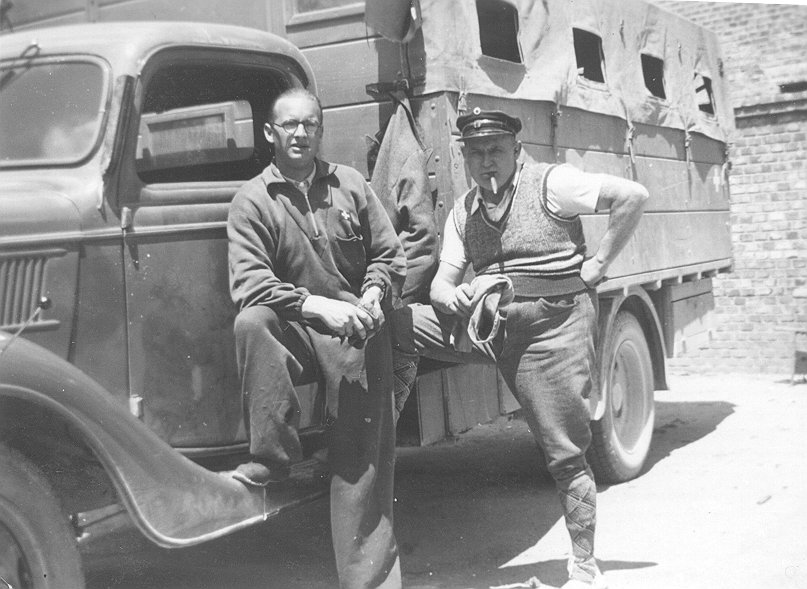
Ральф Хегнауэр (слева) в 1937 году в Испании

С 1937 по 1939 год участвовал в группе «Швейцарский комитет помощи детям Испании», занимался гуманитарной деятельности, которую Service Civil International выполняла во время гражданской войны в Испании. В этой группе Ральф Хегнауэр познакомился со своей будущей женой Иди Хегнауэр, которая до конца его жизни активно участвовала с ним в миротворческом движении.
С 1944 года был секретарём швейцарского отделения Service Civil International, помогал в создании и развитии её отделений в Германии и Франции. Организовывал волонтёрские лагеря в разных частях Европы, стал активным участником гуманитарной помощи и мирного движения за её пределами. 
Ральф и Ида Хегнауэры поддерживали работу Организации Объединённых Наций по оказанию помощи беженцам в секторе Газа в Палестине для квакерской организации Американский комитет Друзей на службе обществу в 1948—1949 годах. С 1950 по 1954 год они поддерживали развитие волонтёрской работы с Service Civil International в Индии и Пакистане. Ральф Хегнауэр участвовал в волонтёрских проектах в Ливане, но его попросили покинуть страну из-за его антивоенных убеждений.
В 1952 году Ральф Хегнауэр стал главой Service Civil International по всему миру и оставался на должности международного секретаря до 1971 года. Впоследствии он стал международным президентом организации до 1975 года. С 1975 года до конца жизни руководил созданным им международным архивом Service Civil International в Ла-Шо-де-Фоне.
За свою жизнь написал несколько статей, эссе и главы в книгах о работе по оказанию помощи беженцам, ненасилии и антимилитаризме.
Умер 17 ноября 1997 года в Цюрихе.